# 春場ねぎ
春場 ねぎ（はるば ねぎ、1991年〈平成3年〉7月27日 - ）は、日本の漫画家、YouTuber、イラストレーター。愛知県知多市出身。男性。愛知県立常滑高等学校、トライデントデザイン専門学校マンガ学科卒業。既婚者で、二児の父。
2013年に「カワードクロスワールド」で商業誌デビューし、以来、主に『週刊少年マガジン』（講談社）で作品を発表している。代表作に『五等分の花嫁』があり、2019年に同作で講談社漫画賞を受賞。なお、「春場ねぎ」という名前は『魔法先生ネギま!』の主人公「ネギ・スプリングフィールド」を由来とするペンネームである。
Pixivにて「葱」名義で作品を投稿していた（現在でも閲覧可）。

## 来歴
本人曰く、幼い頃より「絵が上手い」と目される存在だったようで、保育園時代は周りから頼まれてポケットモンスターの絵を描いていた。小学校入学後、漫画を描き始めるが、漫画家という職業の苦しさを知り一度はその道を諦める。その後、高校1年生のとき、友人が作った漫画を読んで創作意欲を刺激され、再び漫画を描くようになる。
2010年、トライデントデザイン専門学校に進学する。2012年、「2²」で第128回月例ヤングジャンプMANGAグランプリの期待賞を受賞し、「カワードクロスワールド」で第89回週刊少年マガジン新人漫画賞に入選を果たす。2013年、同作が『マガジンSPECIAL』（講談社）に掲載され、商業誌デビュー。同年、専門学校を卒業する。
2014年、「裏世界コミュニケーション」で第21回電撃コミック大賞の金賞を受賞する。同年、『週刊少年マガジン』にて、廣瀬俊の原作付きで『煉獄のカルマ』の連載を開始し、翌2015年をもって完結。
2017年から2020年にかけて、『週刊少年マガジン』にて『五等分の花嫁』を連載。同作はヒット作となり、2019年1月から3月・2021年1月から3月までと2期にわたりテレビアニメ化され、2022年5月には同作のアニメ映画が公開された。また、テレビアニメ化された2019年には同作が第43回講談社漫画賞の少年部門の受賞作に選出されている。
『五等分の花嫁』連載終了後の2020年夏、知多市のふるさと観光大使に就任する。
2021年、『週刊少年マガジン』にて『戦隊大失格』の連載を開始。同作は2024年にテレビアニメ化され、2025年に第2期が放送された。また、同年10月17日よりYouTubeチャンネル「春場ねぎ」にて不定期で作業配信や、視聴者参加型で「Gartic Phone」のプレイ配信をしている。

## 作風
自身が得意とするジャンルとして「ラブコメディ」を挙げている。高い画力を誇り、春場の担当編集者は、春場が描いた女の子の可愛らしさを目の当たりにして「この人は売れる」と思ったと語っている。もっとも漫画を描き始めた当初は能力バトルものを志向しており、ラブコメディは描いていなかった。ラブコメディを描くきっかけは、能力バトルものでは思うように想像を膨らませられず、ジャンル変更を模索する中で、恋愛なら身近な話題で想像を膨らませやすいと考えたことから。また、ラブコメディにおいては「とにかく人と話したくなるような漫画」であることを重要視し、『五等分の花嫁』では読者同士がどの子が可愛いかを議論しやすくなるよう意図的に仕掛けたと語っている。
キャラクターを作るときは、複数のキャラクターの個性を掛け合わせるという手法を用いている。一例として、『五等分の花嫁』のヒロインである五つ子を創造した際は、あらかじめ15人のキャラクターを用意し、彼女たちの個性を組み合わせていって最終的に5人に絞り込んでいる。
ストーリーテリングでは、読者に驚きを与えるため既存の作品にない展開や演出を求める傾向が強い。担当編集者はその象徴的な例として、『五等分の花嫁』でヒロインの1人が告白を聞き逃された後、他の作品なら告白をなかったことにする流れが一般的なところを敢えて再びヒロインに告白させた展開を挙げている。
デジタル作画で作品を描いており、使用ソフトはCLIP STUDIO PAINTである。漫画を描く際に使うのは「不器用ザラペン」。
デジタル作画を始めた当初は板状ペンタブレットを使用していたが、漫画賞を受賞した際の賞金で液晶ペンタブレットに買い替えている。

## 人物

### 食の嗜好
- 朝食はパン派。
- 好物は舞茸とお菓子全般。お菓子は特にザラメ煎餅、コロロ、柿ピー、フルーチェを好んでいる。柿ピーには譲れないこだわりがあるといい、フルーチェは一人で食べるものではないという。
- 仕事中にはドリンク、またはコーヒーを横に置いて作業をしている。
- レバーに関して、かつて給食に出ていたレバーは火を通し過ぎているため肉ですらないと思うほど美味しくなかったが、飲食店のレバーは美味しかったようで、引っ越し先に美味しいレバニラの店がないことを危惧しており、人工でも良いので一度生レバーを食べてみたいという願望があるという。
- 嫌いな食べ物は栗ご飯。理由は栗のポテンシャルが活かされていないためとしている。
- 好きなアイスはアイスの実。
- 牛丼屋の好みとして、吉野家とすき家のどちらに軍配が上がるかは究極の選択としている。
- ツイッターを頻繁に利用する。インスタグラムなど、非日常を切り取るSNSには懐疑的であり、「男は黙ってツイッター」等の発言を残している。
- ラーメンを好む。
- 自身の作品である『五等分の花嫁』の主人公・上杉風太郎と同じく味音痴。
- モスバーガーの『モスライスバーガーきんぴら』が大好物で、終売の際には定期的に自作するほどである。

### ゲーム
- ポケットモンスターはポケットモンスター ブリリアントダイヤモンド・シャイニングパールを除き、ほぼ全てのシリーズをプレイしている。
- APEXは友人から誘われる形でプレイを始めた。その際ゲーミングPCを買い替えたが、購入後に家まで持って帰るのがとても大変だったと話している。ランクはプラチナ帯を抜け出せないためダイヤまでキャリーしてくれる人を募集している。
- 大乱闘スマッシュブラザーズについては地元5位の実力者であるという。

### その他の趣味・嗜好
- 好きな映画として、『インターステラー』、『パイレーツ・オブ・カリビアン』、『スターウォーズ』を挙げている。
- 作業中はテレビ番組を頻繁に観る。特に『ラヴィット！』、『トークサバイバー』など。
- 好きな芸人はくりぃむしちゅーの上田晋也を挙げている。
- 2022年3月時点での最近よく聴いてる歌手としてAdoを挙げている。
- 『ONE PIECE』は毎週読む本誌派である。

### エピソード
- YouTubeでの配信時は基本的に手が震えており、視聴者の数に比例してその症状も重くなるとのこと。また、配信中に見せるタイピングの速さは学生時代に運営していたブログで鍛えられたという。
- 中学時代に雷を敵と見立てていた時期があり、外に向かって睨むなどの行為をしていた。だが、ある日の給食の時間、クラスメートの女子から「目、怖いよ。」と指摘されて以来、雷と敵対することをやめた。この件について自身は「あー楽しかった。」とYouTube配信にて振り返っている。なお、「あー楽しかった。」は本人曰く黒歴史になるような失敗時に発する魔法の言葉であるという。
- かつてアシスタントを務めた藤村緋二作画の作品「神さまの言うとおり」の実写映画にエキストラとして出演した過去がある。
- 花粉症持ちでアレグラを常備しているが、2022年の3月の時点では全く症状が出ておらず、本人曰く「勝った。」とのこと。
- ヘアースタイルの好みは、ロングヘアと毛髪を横に流すようなスタイルを挙げている。
- 吹奏楽には触れる機会がなかったため、トロンボーンに憧れている。
- 本人曰く、「五等分の花嫁展」には自らの足で出向いていたという。「コロロを片手に、小学生を追いかけている怪しい人間を見かけたら、それはねぎだと思ってください。」とのこと。
- 身長は178cmだが、最高時は179cmだった。他人に身長を告げる際には180cmとしている。
- 自身の作品である「五等分の花嫁」における推しキャラは上杉風太郎である。
- 生牡蠣を食べてノロウイルスに感染したことがある。

## 作品リスト

### 漫画作品

#### 連載
- 煉獄のカルマ（原作：廣瀬俊、『週刊少年マガジン』2014年47号 - 2015年35号） - 連載デビュー作[1]。
- 五等分の花嫁（『週刊少年マガジン』2017年36・37合併号 - 2020年12号）
- 戦隊大失格（『週刊少年マガジン』2021年10号 - ）

#### 読み切り
特記がない限り、いずれの作品も『春場ねぎ短編集 未等分』に収録。
- カワードクロスワールド（『マガジンSPECIAL』2013年4号[4]） - 商業誌デビュー作。
- 魔法少女 金剛山剛志（『マガラボ』2013年3月11日[22]）
- 裏世界コミュニケーション（『月刊コミック電撃大王』2014年9月号[23]）
- ヴァンパイアキラー（『週刊少年マガジン』2016年2・3合併号）[22]
- 五等分の花嫁（『週刊少年マガジン』2017年8号[24]） - 連載版のプロトタイプ。テレビアニメ『五等分の花嫁』BD・DVD第1巻の特典コミックスにも収録[25]。
- 五等分の花嫁 122+1話（『週刊少年マガジン』2022年25号[26]）

### 書籍
全て講談社コミックスから発売されている。
- 『煉獄のカルマ』、原作：廣瀬俊、2015年、全5巻
- 『五等分の花嫁』、2017年 - 2020年、全14巻
- 『戦隊大失格』、2021年 - 、既刊19巻（2025年8月12日現在）
- 『春場ねぎ短編集 未等分』、2024年5月16日発売[22]、ISBN 978-4-06-535084-3

### その他
- デュエル・マスターズ（トレーディングカードゲーム、2022年）天地命動 バラギアラのカードイラスト[27][28]
- ぽんのみち（テレビアニメ、2024年）キャラクター原案[29]

## 関連人物
赤松健
漫画家。春場は赤松が描いた『魔法先生ネギま!』を読んで「女の子がたくさん出てくる漫画」と初めて出会い、ラブコメディというジャンルに魅了されたと発言している。
色原みたび
漫画家。デビュー前から親交があり、色原によると、春場とは漫画家デビューを目指して切磋琢磨する間柄だったという。
藤村緋二
漫画家。春場はかつて藤村のアシスタントを務めており、藤村が作画を担当した『神さまの言うとおり弐』が完結した際、色紙を贈っている。
内海八重
漫画家。『煉獄のカルマ』の開始から完結まで、春場のアシスタントを務めた。
内藤マーシー
漫画家。春場の元アシスタントで、『五等分の花嫁』の執筆を手伝った経歴を持つ。